# Perigomphus angularis
Perigomphus angularis là loài chuồn chuồn trong họ Gomphidae. Loài này được Tennessen mô tả khoa học đầu tiên năm 2011.